# Diasquisis
La diasquisis (del griego διάσχισις, que significa «conmocionado por todas partes» ) es un cambio de función repentino en una parte del cerebro que está conectada a un área cerebral distante, pero dañada. El sitio de la zona originalmente dañada y el de la diasquisis están interconectados por neuronas. La pérdida de la estructura dañada altera el funcionamiento de los restantes sistemas intactos y provoca un desequilibrio fisiológico. Esto puede conducir tanto a restitución como a una alteración de regiones distales del cerebro. Las lesiones son producidas por una alteración focal aguda en una zona del cerebro, por ejemplo, un traumatismo craneoencefálico o un accidente cerebrovascular. Con respecto a la diasquisis disfuncional, es posible restaurar parte de la función por medio de un reajuste gradual de las regiones intactas pero suprimidas, sea a través de intervención o de la neuroplasticidad natural del cerebro.
El término diasquisis fue acuñado por el neuropatólogo ruso-suizo  Constantin von Monakow en 1914. El concepto de von Monakow de cambios neurofísicos en tejido cerebral distante de la lesión focal produjo un gran interés clínico. Los médicos estaban interesados en cómo el concepto de diasquisis podía ayudar a describir signos y síntomas de lesiones cerebrales sin explicación clara.
Las áreas cerebrales están interconectadas por vastas vías neuronales organizadas que permiten que una región del cerebro influya en otras más distales a ella. Entender estas vías densas ayuda a vincular lesiones que causan daño cerebral en un región del cerebro con degeneraciones en áreas cerebrales más distales. Las lesiones focales provocan un daño que altera a su vez la conectividad estructural y funcional con las áreas cerebrales distales a la lesión.
El mecanismo principal de la diasquisis es la deaferenciación funcional, que se refiere a la pérdida de la entrada de información proveniente de la parte del cerebro que ahora está dañada. La disminución de información y activación neuronal hacia el área distal del cerebro causa que tales conexiones sinápticas se debiliten e inicia un cambio en la conectividad estructural y funcional alrededor de tal área. Esto lleva a diasquisis. La diasquisis está influenciada asimismo por muchos otros factores, entre ellos accidentes cerebrovasculares, inflamación cerebral o desconexión neuroanatómica. La gravedad de tales factores se manifiesta en una excitabilidad neuronal alterada, hipometabolismo e hipoperfusión.
El término diasquisis goza actualmente de una connotación más positiva, describiendo el período de rápida recuperación de la función inmediatamente posterior a una lesión cerebral. La diasquisis es un factor de recuperación particularmente importante en niños con lesiones, en tanto los cerebros infantiles son más susceptibles a procesos neurodegenerativos. Esto se debe a diferencias en mielinización y contenido de agua, que permiten una transmisión difusa de fuerzas traumáticas.
Se habla de dos tipos de diasquisis. En primer lugar la diasquisis focal, referida a cambios neurofisiológicos remotos que son causados por una lesión focal con base en la definición de von Monakow. En segundo lugar, la diasquisis no focal se centra en los cambios en fuerza y dirección de las vías neuronales y de la conectividad entre regiones cerebrales. Este tipo de diasquisis sólo se ha convertido en tema de estudios recientes gracias al avance de herramientas y tecnología de imágenes cerebrales. Tales herramientas nuevas permiten entender mejor la organización de la conectividad cerebral a la vez que una mayor investigación sobre tipos nuevos de diasquisis, tales como la diasquisis no focal o conexional. Este tipo de diasquisis nuevo se relaciona de manera mucho más estrecha con hallazgos clínicos.